# シュテファン1世 (バイエルン公)
シュテファン1世（Stephen I., 1271年3月14日 - 1310年12月10日）は、下バイエルン公。下バイエルン公ハインリヒ13世とハンガリー王ベーラ4世の娘エリーザベトの四男。オットー3世、ルートヴィヒ3世の弟。
聖職者になるはずだったが、これを拒否して下バイエルン公になった。次兄ルートヴィヒ3世が先に死去し、長兄オットー3世がハンガリー王に即位したため、短期間ながら不在の間のバイエルンを単独で統治している。1310年、オーストリア公フリードリヒ1世との戦闘のさなかに戦死した。

## 家族
1299年にヤヴォル＝シフィドニツァ公ボルコ1世の娘ユディタと結婚、8人の子が生まれた。
1. アグネス（1301年 - 1316年）
2. ベアトリクス（1302年 - 1360年） - ゲルツ伯ハインリヒ3世と結婚。
3. フリードリヒ（1303年）
4. ユーディト（1304年）
5. ハインリヒ14世（1305年 - 1339年） - 下バイエルン公
6. エリーザベト（1306年 - 1330年） - オーストリア公オットー（フリードリヒ1世の弟）と結婚。
7. オットー4世（1307年 - 1334年） - 下バイエルン公
8. ルートヴィヒ（1308年）